# Перелік пам'яток культурної спадщини, що не підлягають приватизації (Херсонська область)
В Херсонській області до переліку пам'яток культурної спадщини, що не підлягають приватизації, внесено 11 об'єктів культурної спадщини України.

## Херсонська міська рада
| Найменування пам'ятки                             | Час створення | Місце розташування              | Охоронний номер |
| ------------------------------------------------- | ------------- | ------------------------------- | --------------- |
| Будинок, у якому народився та жив Б. А. Лавреньов | 1896 рік      | м. Херсон, вул. Театральна, 1   | 12218           |
| Будівля природно-історичного музею                | 1906 рік      | м. Херсон, вул. Театральна, 5   | 36-Хр           |
| Будинок житловий                                  | 1890 рік      | м. Херсон, вул. Театральна, 28  | 45-Хр           |
| Будівля окружного суду                            | 1893 рік      | м. Херсон, вул. Соборна, 9      | 3-Хр            |
| Будівля міської думи                              | 1905 рік      | м. Херсон, вул. Соборна, 34     | 4-Хр            |
| Будинок купця Медведєва                           | 1900 рік      | м. Херсон, вул. Михайлівська, 6 | 7-Хр            |

## Бериславський район
| Введенська церква | 1726 рік       | м. Берислав, вул. Садова | 724  |
| Міст              | XVIII сторіччя | с. Бургунка              | 539  |
| Залізничний міст  | XIX сторіччя   | с. Тягинка               | 1993 |

## Великоолександрівський район
| Гідроелектростанція | 20-ті роки XX сторіччя | смт Велика Олександрівка, правий берег р. Інгулець | 336  |
| Залишки млина       | XIX сторіччя           | с. Мала Олександрівка                              | 1118 |